# Abraham Gombiner

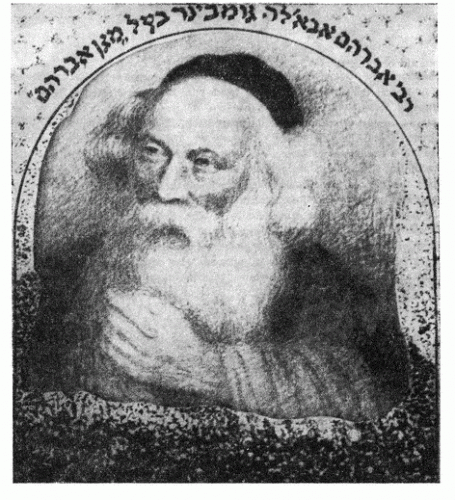
Rabbiner Abraham Gombiner

Abraham Gombiner (geboren um 1637 in Gombin; gestorben um 1683 in Kalisch) war ein polnischer Talmudist und Posek des 17. Jahrhunderts. Nachdem seine Eltern 1655 im Gefolge der Chmelnyzkyj-Pogrome von 1648 getötet worden waren, zog er zunächst zu einem Verwandten nach Leszno und von dort nach Kalisch, wo er zum Leiter der dortigen Jeschiwa und Richter (Dajan) am örtlichen Beth Din ernannt wurde.
Unter anderem schrieb er einen kurzen Kommentar zu Tosefta Nesikin (נְזִיקִין), der als Anhang zum Werk seines Schwiegersohns Moses Jekutiel Kaufmann Lechem ha-Panim 1732 in Amsterdam veröffentlicht wurde.
Sein bedeutendstes Werk ist allerdings Magen Abraham, ein Kommentar zum Orach Chajim des Schulchan Aruch.

## Ausgaben
- Iga Marcinkowska: Magen Abraham – Tarcza Abrahama. Kalisz 2005 (polnisch)